# اسارت اسرائیل به وسیله آشوریان
تیگلات-پلیسر سوم (پول) و شلمنسر پنجم که جزو آشوریان بودند،امپراطوری اسرائیل را نابود کردند. سارگون دوم و پسرش کار اسرائیل شمالی را تمام کردند و اثری از آن باقی نگذاشتند.

آشوریان که اسرائیل را اخراج کردند.

## در کتاب مقدس
اسارت اسرائیل به وسیله آشور در سال ۷۴۰ قبل از میلاد (یا ۷۳۳ قبل از میلاد) در بعضی روایتها شروع شد:
در ۷۲۲ قبل از میلاد حدود ۲۰ سال بعد از حمله اولیه شهرهای اسرائیل سرانجام توسط سارگون دوم گرفته شد بعد از اینکه سه سال توسط شلمنسر پنجم محاصره شد.
شهرهای مادها ممکن است در این آیه به کوه‌های مادها اشاره داشته بوده باشد.

## لوحهای آشوری
لوحهای آشوری کشف شده اشاره می‌کنند که ۲۷۲۹۰ نفر از اسرائیل از سامریه به اسارت گرفته شدند. سارگون شرح کارهای خود را اینگونه می‌دهد: